# Xestospongia coralloides
Xestospongia coralloides är en svampdjursart som först beskrevs av Arthur Dendy 1924.  Xestospongia coralloides ingår i släktet Xestospongia och familjen Petrosiidae. Inga underarter finns listade i Catalogue of Life.